# 桜井基善
桜井 基善（さくらい もとよし）は、日本のフィギュアスケート選手（アイスダンス、男子シングル）。パートナーは桜井敏恵。1969年、1972年全日本フィギュアスケート選手権優勝。東京都出身。

## 経歴
1969年、桜井敏恵とカップルを組み出場した全日本選手権で初優勝を果たす。1970年の全日本選手権では阿知波恵子/能登康之組に次いで2位となる。
1971年、国民体育大会に東京都代表として出場し、高校男子で優勝。1972年、全日本選手権で2度目の優勝を果たす。

## 主な戦績
- 国民体育大会は男子シングルの記録。

| 大会/年      | 1969-70 | 1970-71 | 1971-72 | 1972-73 |
| ------------ | ------- | ------- | ------- | ------- |
| 全日本選手権 | 1       | 2       |         | 1       |
| 国民体育大会 |         | 1       |         |         |